# Диего Гарсия де Падилья
Диего Гарсия де Падилья-э-Хинестроса (исп. Diego García de Padilla e Hinestrosa; ок. 1330—1369) — кастильский рыцарь, магистр Ордена Калатравы (1355—1365) и королевский майордом (1357—1363). Его сестра Мария де Падилья была женой короля Кастилии Петра Жестокого. Диего Гарсия де Падилья сражался на стороне Педро Кастильского в войнах против Арагона и Гранады. В кастильской гражданской войне (1366—1369) перешёл на сторону Энрике Трастамарского.

## Биография
Сын Хуана Гарсии де Падильи (умер в 1348/1351) и его жены Марии Гонсалес де Хенестроса (умерла после 1356) принадлежал к побочной ветви семьи Падилья, сеньоров Виллагера. Его сестрой была Мария де Падилья (1333—1361), являвшаяся любовницей короля. Его брат, Хуан Гарсия де Падилья, указом короля был назначен номинальным магистром Ордена Сантьяго.
Диего Гарсия де Падилья был избран магистром Калатравы в 1355 году по просьбе короля Педро Кастильского. Падилья казнил своего предшественника Хуана Нуньеса де Прадо. «Война двух Педро», борьба между Педро III Арагонским и Петром Кастильским, началась в 1356 году и продлилась до 1366 года. На южной границе Арагона войска под предводительством Падильи разграбили Хинозу и Моновар в августе 1356 года. В 1357 году Диего Гарсия де Падилья был назначен главным майордомом Педро Кастильского, заменив Хуана Фернандеса де Хенестросу на посту главы королевского двора. На этом влиятельном посту он отвечал за всю деятельность при дворе и вел счета королей.

## Гранадская кампания
В 1361 году свергнутый эмир Гранады Мухаммад V заручился поддержкой Педроа Кастильского в восстановлении своего престола. Падилья победил мавританскую армию из 2000 пехотинцев и 600 кавалеристов в битве при Линуэсе накануне праздника Св. Фомы 1361 года. Он был одним из лидеров кастильских войск в битве при Гуадиксе вместе с Энрике Энрикесом Младшим, командуя войсками епископа Хаэна Мена Родригеса де Бьедмы и других дворян. Хронист Перо Лопес де Айяла сказал, что у кастильцев низкий моральный дух, потому что король несправедливо забрал у них ценных мавританских пленников, которых они захватили в прошлом году. Кастильцы потерпели решительное поражение от войск Гранадского эмирата. Диего Гарсия де Падилья был ранен в одну руку и взят в плен вместе с восемью другими рыцарями. Он был освобожден вскоре после боя.

## Дальнейшая карьера
Весной 1362 года Диего Гарсия де Падилья был среди знатных людей, которые заявили, что были свидетелями частного брака между Педро и сестрой Падильи Марией. По этой причине более поздний брак короля с Бланш Бурбонской был незаконным, а дети Педро Жестокого от Марии де Падилья были законными. Падилья оставался королевским майордомом до 1363 года. В 1366 году началась кастильская гражданская война, когда Энрике де Трастамара, внебрачный сын короля Альфонсо XI Кастильского, боролся со своим старшим сводным братом Педром Кастильским, с целью узурпировать трон. После коронации в Бургосе Энрике направился в Толедо. В это время Диего Гарсия де Падилья подошел к Энрике де Трастамаре. После битвы при Нахере (3 апреля 1367 г.) Педро Жестокий отправил его в качестве пленника в замок Алькала-де-Гвадаира недалеко от Севильи, где он умер в 1369 году.